# Jan Jacob Spöhler

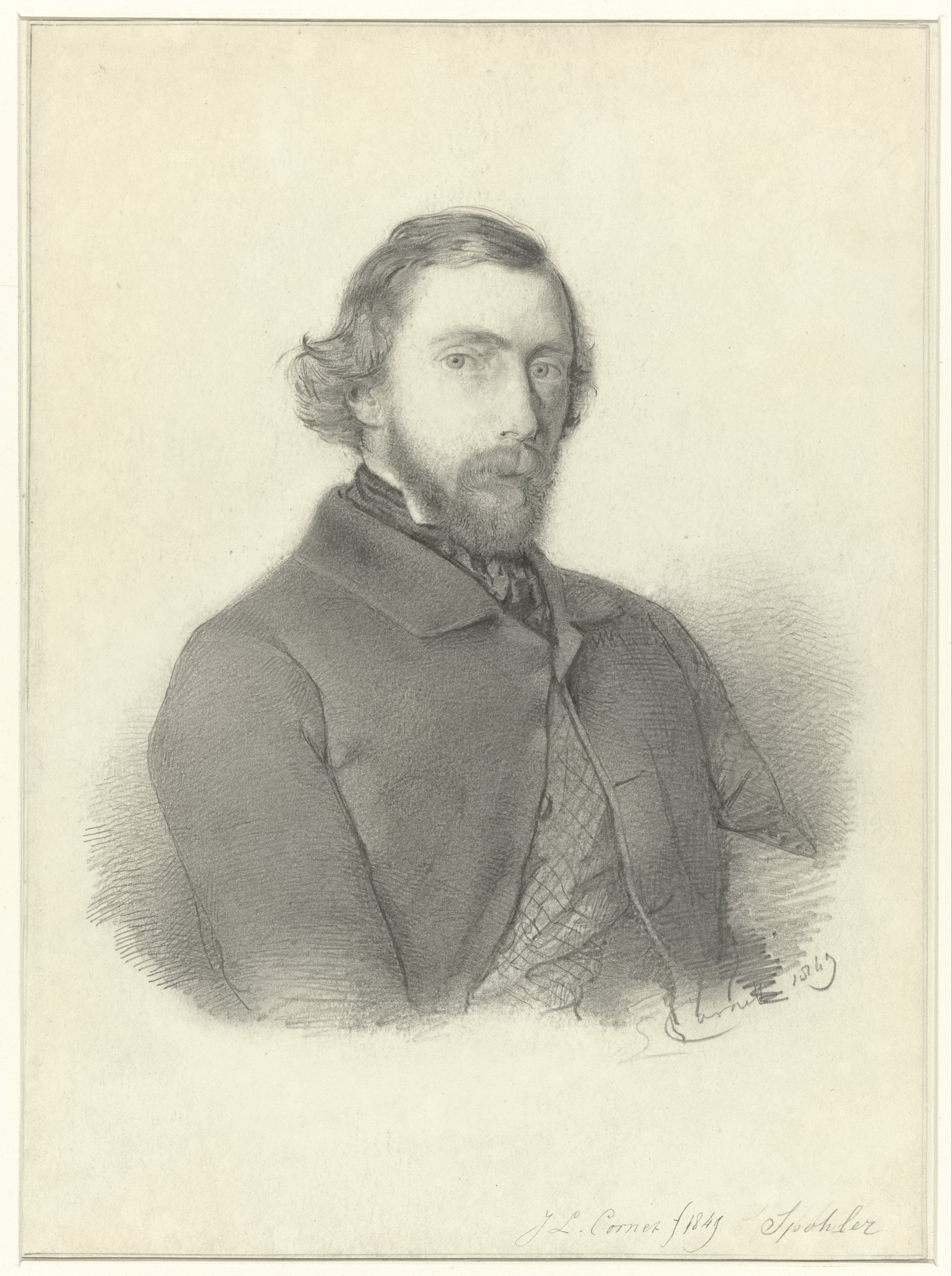

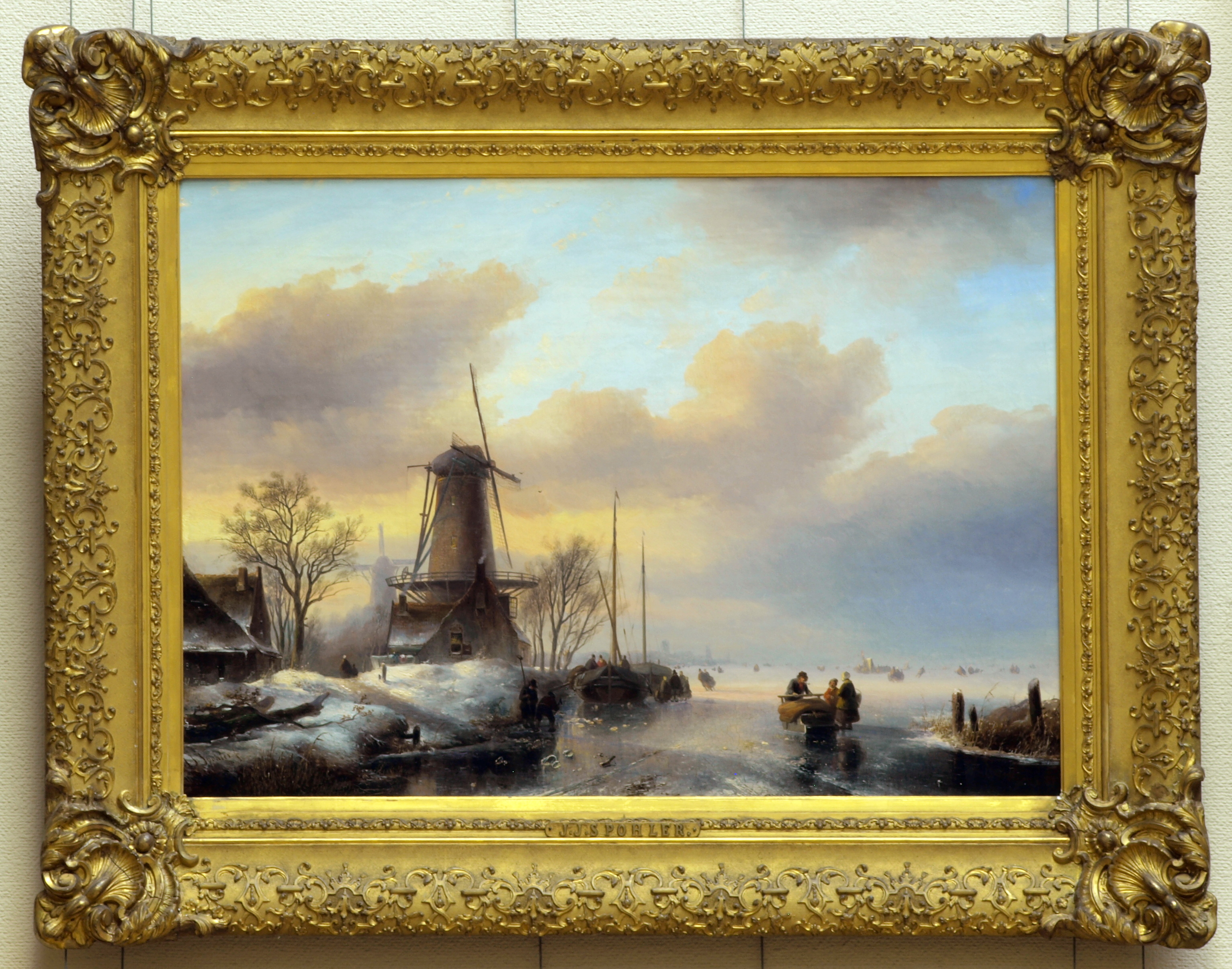
Paisaje invernal, Museo de Teyler

Jan Jacob Spohler (Nederhorst den Berg, 7 de noviembre de 1811-Ámsterdam, 15 de junio de 1866) era un pintor holandés.
Según RKD, fue alumno de Jan Willem Pieneman y miembro de la Real Academia de Bellas Artes de Ámsterdam desde 1845.
Era el padre de los también pintores, Jacob Jan Coenraad Spohler y Johannes Franciscus Spohler, de los que además fue mentor. Trabajó en Ámsterdam 1830-1839 y 1861-1866, en Haarlem 1840-1843, Bruselas 1844-1847 (y brevemente después en 1853), La Haya 1848-1849, Leiden 1850-1860, y  Róterdam 1854-1855.